# Haplogrupos do cromossoma Y humano

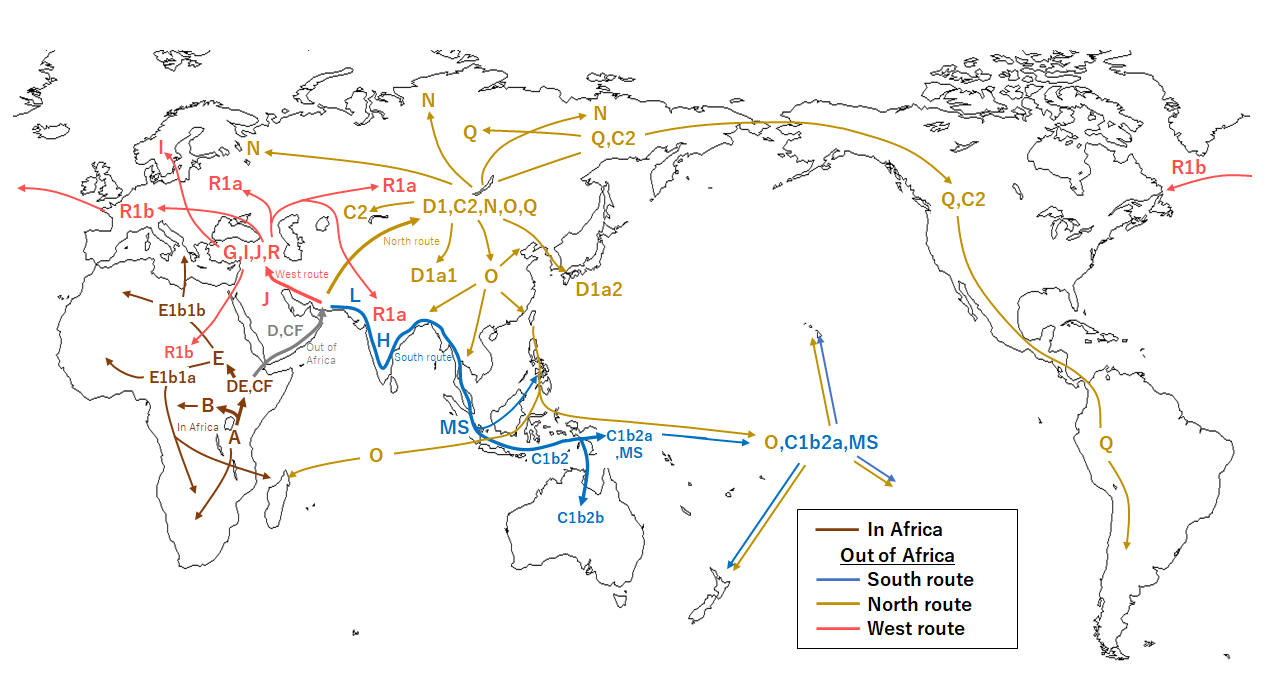
Mapa mundial de difusão do haplogrupo do cromossomo Y

Os haplogrupos do cromossoma Y humano estão determinados pelas diferenças no ADN do cromossoma Y (chamado ADN-Y).
Y-DNA migration route.png
Identificamos os haplogrupos ADN-Y por letras do abcedário desde a A até a T. As subdivisões são indicadas com números à direita das letras e minúsculas à direita dos números, de acordo com a nomenclatura definida pelo Y Chromosome Consortium.
A distribuição dos haplogrupos ancestrais reforçam a teoria da origem dos humanos modernos na África sub-saariana. Podemos teorizar as migrações humanas pré-históricas da África e da colonização subsequente do resto do mundo de uma forma aproximada.